# Râul Huza
Râul Huza este un curs de apă, afluent al râului Iara. 